# Заболотний Володимир Гнатович
Володи́мир Гна́тович Заболо́тний (1 [13] серпня 1898, с. Карань, Полтавська губернія, Російська імперія (нині у складі м. Переяслав, Київська область, Україна) — 3 серпня 1962, Київ, Українська РСР, СРСР) — український архітектор, засновник і президент Академії архітектури України в 1945—1956 роках, один з авторів проєкту будинку Верховної Ради України. Депутат Верховної Ради УРСР 2–4-го скликань

## Біографія
Народився 1 (13) серпня 1898 року в селі Карань (згодом перейменовано на Трубайлівку, нині у складі міста Переяслав) у сім'ї майстра-золотаря з виготовлення церковного начиння.
1919 року він успішно закінчив Переяславську гімназію, працював реєстратором музею, художником районного військового комісаріату. 1921 року вступив до Українського архітектурного інституту в Києві. Тоді ректором був архітектор Дмитро Дяченко — лідер необарокового українського стилю в архітектурі (кінця XIX — початку XX століття). 1924 року інститут було об'єднано з Інститутом пластичних мистецтв та створено Київський художній інститут (КХІ). Проєктування студіював у майстерні Павла Альошина — вихованця петербурзької Академії мистецтв, послідовника класицизму. У визначенні його ідейно-творчої позиції певну роль відіграла створена 1925 року Асоціація революційних митців України (АРМУ), очолювана ректором інституту І.Вроною, що проголосила, що «нова доба — доба соціалізму — витворить свій стиль і свої, властиві йому форми». А формувалася вона під впливом конструктивізму, пов'язаного з діяльністю Об'єднання сучасних архітекторів — ОСА, очолюваного О. Весніним, яка запроваджувала в архітектуру теорію функціонального призначення будівель, передову техніку і нові матеріали, економічність, графічно прості форми без деталей.
Творча позиція Володимира Заболотного студентської пори яскраво виявилася в його дипломному проєкті профілакторію «Кинь-Грусть» на 500 місць. Вирішений у простих геометричних формах і дещо революційно-романтичний за загальним виглядом, цей твір являє собою функціонально досконалий, композиційно стрункий і виразний за образом санаторний комплекс, поєднаний з природним оточенням. 1927 року Володимир Гнатович успішно захистив цей проєкт, одержав звання архітектора-художника і був залишений викладачем КХІ. Водночас почався перший етап його самостійної діяльності.
Ще в навчальний період брав участь у конкурсах на проєкти Палацу культури в Ростові-на-Дону (1925, V премія, співавтор) і Київської кінофабрики (1926, ІІ премія). Водночас у майстерні Олександра Вербицького розробляв робочі креслення Київського залізничного вокзалу, спорудженого в 1929–1933 роках. Першими творами молодого архітектора були конкурсні проєкти Палацу Уряду УРСР (V премія) і житлового масиву «Промінь» у Харкові (1928, співавтор Петро Юрченко).
Наприкінці 1920-х — початку 1930-х років Заболотний викладав архітектурне проєктування в КХІ та Київському інженерно-будівельному інституті. Одночасно був головним архітектором Державного інституту проєктування міст — ДІПРОМІСТ. Його науковці розробляли тоді концепцію соціалістичного міста, що передбачала усуспільнення побуту і колективні форми життя. Виходячи з цієї концепції, Заболотний створив проєкт міста Комінтернівська. У проєкті територія міста поділена на промислову, житлову, рекреаційну та інші зони. Житлова — була забудована однотипними комбінатами для дорослих і дітей шкільного віку. Комбінат складався з двох видовжених житлових корпусів і розміщеного між ними компактного блоку їдальні-спортзалу, з'єднаних критими переходами. Вирішений у простих геометричних формах, за загальним виглядом він подібний на двокорпусне судно-катамаран (1930, співавтори Михайло Гречина, Микола Холостенко, П. Юрченко). Одночасно за проєктами В. Г. Заболотного споруджуються Палац культури металургійного заводу в Дніпродзержинську і будинок Облспоживспілки у Вінниці.
Другий етап діяльності Заболотного охоплює другу половину 1930-х — першу половину 1940-х років. З початку 1930-х років «Діпромісто» під керівництвом В. Заболотного розробляв концепцію генерального плану Кривого Рогу. 1934 року столицею України став Київ, де було вирішено спорудити Урядовий центр. Оголосили конкурс на його проєкт. Заболотний взяв участь у цьому конкурсі: він разом з П. Юрченком і В. Онашенком створює проєкт Урядового центру (1935). Як відзначав Б. Єрофалов в контексті про проєкти: «Все, без винятку, повчальні. Три з них блискучі: проєкт Й.Ю. Каракіса, В.Г. Заболотного, М.І. Гречини…» Працював також за сумісництвом старшим архітектором, заступником головного інженера, головним архітектором в Управлінні Південно-Західної залізниці, Державному інституті проєктування міст, Цивільпроєкті.
У 1935–1936 роках Заболотний разом із своїми учнями з КІБІ проєктує і споруджує в Парку піонерів м. Києва технічний, агробіологічний та військовий павільйони та театр ляльок й кінотеатр. Тоді ж за його проєктами на вулицях Червоноармійській (нині Великій Васильківській) і Жертв Революції (нині Трьохсвятительській) споруджено два багатоквартирних будинки. Найкращим твором Заболотного цього періоду його творчості є Будинок Верховної Ради в Києві (1936–1939). За успішну роботу по спорудженню цього будинку професор В. Г. Заболотний був нагороджений Почесною грамотою Президії Верховної Ради УРСР та отримав премію в розмірі 5000 карбованців. У 1939–1941 роках працював головним архітектором міста Києва.
Під час німецько-радянської війни перебував у евакуації: у 1941–1943 роках працював завідувачем відділу мистецтв при Інституті народної творчості в місті Уфі Башкирської АРСР.
Незабаром після звільнення Києва від німецької окупації в 1943 році Заболотний повернувся в Україну та був призначений головою Українського філіалу Академії архітектури СРСР. Почався третій етап його творчої діяльності. Центральна магістраль столиці й прилеглі квартали, як і забудова багатьох інших населених місць, були зруйновані. Перед українськими архітекторами постала проблема грандіозної відбудови. 1945 року, за ініціативою і під керівництвом Заболотного, на базі філіалу АА СРСР, створено першу в історії України Академію архітектури в Києві. Він був обраний її президентом. Член ВКП(б) з 1944 року.

Меморіальна дошка на будинку в Києві, де в 1945—1962 роках жив архітектор

Започатковане у філіалі проєктування широко розгорнулося в Академії і було пов'язане з відбудовчим періодом. В. Заболотний брав у ньому активну участь. Він підготував один з найцікавіших конкурсних проєктів відновлення Хрещатика, в якому активно звертався до традицій українського бароко. Відповідно до своєї ідеї розвитку національних архітектурних традицій В. Заболотний разом з В. Лазаренком створює проєкт облицювальної кераміки (1945, І премія), конкурсні проєкти індустріально збірних одноповерхових житлових будинків для Донбасу (1948), а також споруджує зі шлако-бетону будинки селища «Будівельник» у Дніпрі (1949–1950, співавтори Я. Штейнберг, І. Граужис). Ця його ідея втілена також в архітектурі значної частини забудови Нової Каховки, спорудженого за проєктами Академії (1951–1954).
Наприкінці цього періоду Заболотний разом з М. Гречиною, Н. Чмутіною та іншими, створює проєкт Будинку Укоопспілки в Києві. На жаль, будинок споруджено частково і в невдало спрощених формах (1955—1957).
В 1940-х роках за ініціативою Микити Хрущова і під керівництвом В. Г. Заболотного був розроблений експериментальний проєкт «Агроміста». Автори прагнули втілити в цей твір ідею максимального наближення селян до міських умов, розвиваючи традиції народного будівництва.
Творча діяльність Заболотного відзначена орденами та медалями колишнього Союзу та Почесною Грамотою Президії Верховної Ради Башкирії. 1953 року ВАК надала йому вищого наукового ступеня — доктора архітектури.
У 1956 в державі відбувся перехід на індустріально-збірне будівництво. Академію архітектури було реорганізовано в Академію архітектури і будівництва УРСР — АБіА, президентом якої став інженер-будівельник А. Комар. Тоді ж В. Заболотного обрали дійсним членом української та союзної АБіА. 1957 року він очолив відділ історії українського мистецтва при президії АБіА УРСР, створений за його ініціативою. Так розпочався останній період його діяльності. Відділ визначив своїм завданням узагальнення та висвітлення багатовікового розвитку і здобутків українського мистецтва. Очолюваний В. Заболотним великий колектив українських мистецтвознавців розпочав роботу над «Програмою з історії українського мистецтва», що окремими розділами охоплювала всі його види (К., 1956). За цією програмою, спираючись на мистецтвознавчі здобутки минулого і власні дослідження, протягом 1957—1962 років у відділі створені: однотомник «Нариси з історії українського мистецтва» (К., 1962) і авторський рукопис шеститомної «Історії українського мистецтва» (з ілюстраціями).
3 липня 1962 помер. А в 1963 АБіА було ліквідовано. Підготовку перших п'яти томів завершив Науково-дослідний інститут теорії, історії та перспективних проблем радянської архітектури (НДІТІА) в Києві, а шостого тому — науковці Інституту мистецтвознавства, фольклору та етнографії ім. М. Т. Рильського АН УРСР. Загальну редакцію виданого в 1966—1971 роках шеститомника здійснила очолювана Миколою Бажаном Головна редакція УРЕ.
Шеститомник високо оцінила культурно-мистецька громадськість, а український уряд 1971 року нагородив В. Заболотного (посмертно) та інших найактивніших авторів Державною премією ім. Т. Шевченка.

Могила Володимира Заболотного

Володимира Гнатовича поховано на Байковому кладовищі в Києві (ділянка № 1). На його могилі 1965 року споруджено монументальний пам'ятник, скульптори Ф. А. Коцюбинський, Ксанфій Кузнецов. У Переяславі-Хмельницькому, в колишньому будинку його батька, створено Меморіальний музей архітектора В. Г. Заболотного.

## Премії, нагороди
- Почесна грамота Президії ВР УРСР (10.01.1940) — за успішну роботу по спорудженню Будинку Верховної Ради УРСР.
- 1941 — Сталінська премія.
- 1971 — Державна премія УРСР у галузі науки і техніки (посмертно)
- Нагороджено орденом Леніна, орденом Трудового Червоного Прапора, медалями.

## Основні реалізовані проєкти
- Палац культури металургійного заводу в Дніпродзержинську (1932)[2];
- Будівля Верховної Ради УРСР в Києві (1939, у співавторстві)[2];
- Будівля Українського кооперативного союзу в Києві (1957; з співавторами)[2];
- Житлові будинків в Києві і Ворошиловграді[2];
- Плани забудови Дніпродзержинська, Кривого Рогу, Черкас, Кременчука[2].

## Пам'ять
Іменем архітектора названа Державна наукова архітектурно-будівельна бібліотека в Києві.